# Cmentarz żydowski w Kuźnicy Białostockiej

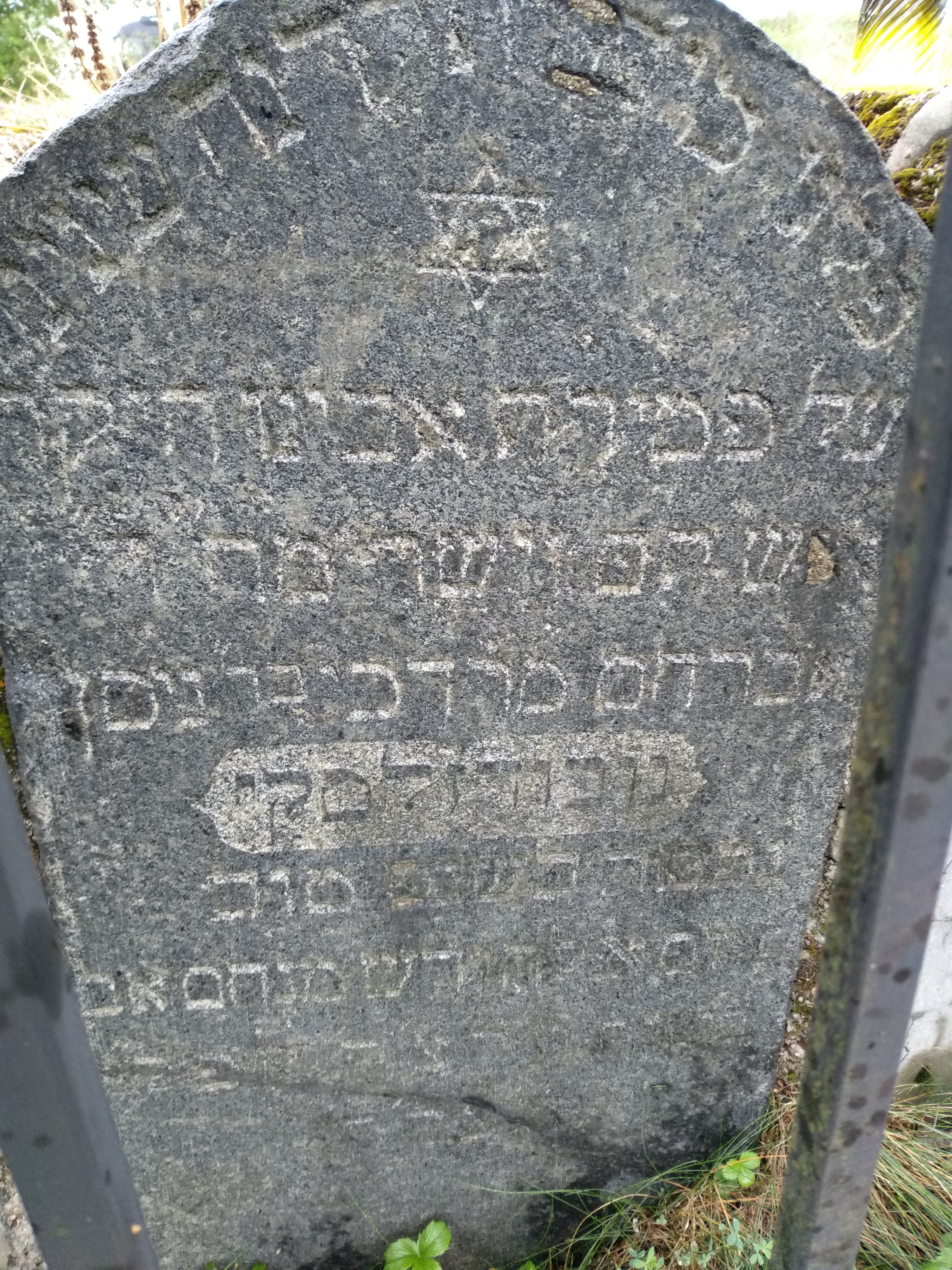
jeden z ocalałych nagrobków

Cmentarz żydowski w Kuźnicy Białostockiej – został założony w XVIII wieku i znajduje się przy ul. Podlipskiej. Do naszych czasów nie zachowały się żadne nagrobki. Ma powierzchnię 1,1 ha.